# SN 2005ji
SN 2005ji – supernowa typu Ia odkryta 27 października 2005 roku w galaktyce A001718-0015. W momencie odkrycia miała maksymalną jasność 21,40m.